# Ösmo (stacja kolejowa)

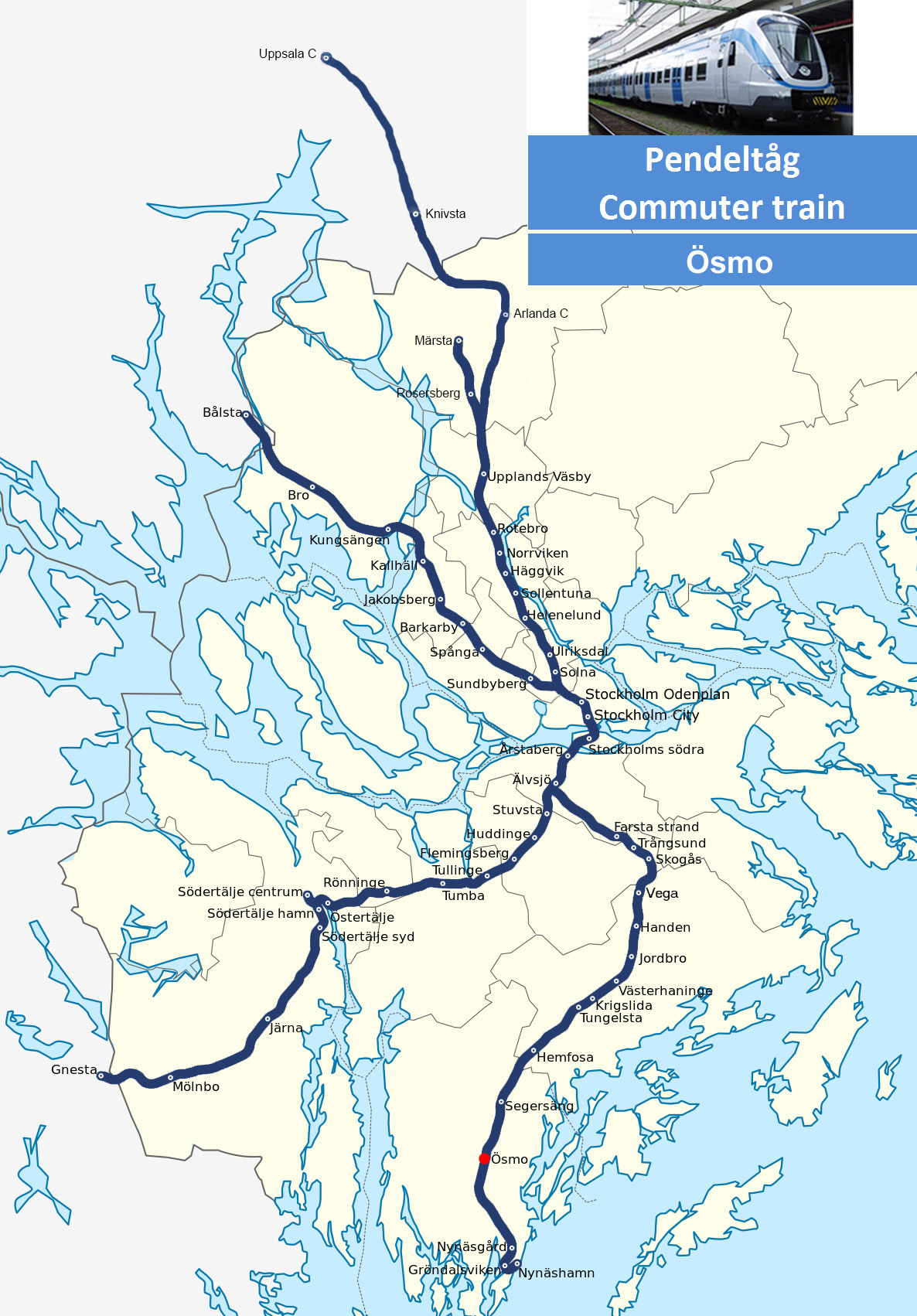
Położenie stacji na sieci Pendeltåg

Ösmo – stacja kolejowa w Ösmo, w regionie Sztokholm, w Szwecji. Znajduje się na Nynäsbanan i jest obsługiwana przez pociągi Pendeltåg w Sztokholmie.

## Linie kolejowe
- Nynäsbanan